# Чевикоз, Унал
Ахмед Унал Чевикоз (тур. Ünal Çeviköz; род. 1952, Стамбул) — турецкий дипломат и политик, Чрезвычайный и полномочный посол Турции в Азербайджане (12.11.2001 - 31.10.2004), Ираке (16.11.2004 - 1.01.2007) и  Великобритании (15.07.2010 - 28.06.2014).

## Биография и образование
Унал Чевикоз родился 6 ноября 1952 года в Стамбуле. Среднее образование получил в Анатолийской школе Кадыкёй. В 1974 году окончил факультет английского языка и литературы Босфорского университета, а в 1978 году — факультет политологии того же университета. В 1993 г. получил степень магистра международных отношений в Брюссельском университете. Владеет английским, французским, русским, немецким и итальянскими языками. Женат, имеет двоих детей.

## Карьера
Унал Чевикоз в 1978 г начал работать в Министерстве иностранных дел Турции. Занимал должности второго секретаря посольства в Москве и генерального консула в генеральном консульстве в Брегенце.
В 1986 г был назначен начальником Департамента Восточной Европы Министерства иностранных дел, а затем советником посольства в Софии.
В 1989 году начал работать в Международном секретариате НАТО.
В 1994 г Чевикоз основал Информационное бюро НАТО в Москве. В 1997 подготовил проект Основополагающего акта Россия - НАТО и вернулся в Министерство иностранных дел. Здесь он занимал должности начальника Департамента Балкан и заместителя генерального директора по Кавказу и Центральной Азии.
В 2001 г Унал Чевикоз назначен послом Турции в Азербайджане  и занимал эту должность до 2004 года. Будучи послом в Азербайджане, он высоко ценил плодотворную деятельность Гейдара Алиева и президента Ильхама Алиева в турецко-азербайджанских отношениях, обратив внимание на языковые, религиозные и культурные связи между двумя странами.
В 2004 г был назначен послом Турции в Багдаде и занимал эту должность до 2007 года.
С 2007 по 2010 год работал заместителем Министра Иностранных дел Турции по двусторонним политическим вопросам.
В 2010 г назначен послом Турции в Лондоне и занимал эту должность до 2014 г.
В 2013–2015 г Чевикоз избран председателем Генеральной ассамблеи Международной морской организации.
Чевикоз ушедший с дипломатической службы в отставку в 2014 году, был консультантом и членом нескольких аналитических центров и автором статей по внешней политике для различных турецких газет. В 2018 году Унал Чевикоз вступил в Республиканскую Народную партию и был избран депутатом Великого Национального собрания от Стамбула. Ушел из активной политики после выборов в Турции в 2023 году.